# 北区立滝野川第三小学校
北区立滝野川第三小学校（きたくりつ たきのがわだいさんしょうがっこう）は、東京都北区滝野川に所在する小学校。通称「滝三（たきさん）」「滝三小（たきさんしょう）」。

## 特色
- 桜の名所である飛鳥山公園に近接している。
- 敷地裏を都電荒川線の線路が通っており、飛鳥山停留場、滝野川一丁目停留場それぞれから歩いて数分の距離にある。
- 同一敷地内に区立幼稚園のたきさん幼稚園が設置されている。

## 沿革
- 1917年（大正6年）- 滝野川第三尋常小学校として設立される。
- 2017年（平成29年）- 創立100周年を迎える。

## 通学区域
- 東京都北区（2022年現在）[脚注 1]
  - 滝野川1丁目1番～86番
  - 滝野川2丁目
  - 滝野川3丁目85番～88番

## 進学先中学校
- 北区立滝野川紅葉中学校（2022年8月現在）[脚注 2]

## 交通
- JR京浜東北線・東京メトロ南北線王子駅より徒歩10分
- 都電荒川線飛鳥山停留場より徒歩5分、滝野川一丁目停留場より3分

## 関係者

### 出身者
- 山田加奈子 - 東京都北区長